# Takashi Nagai
Takashi Nagai (jap.: 永井 隆, Matsue, Japan, 3. veljače 1908. – Nagasaki, Japan, 1. svibnja 1951.) - japanski liječnik radiolog, pisac. Preživio je pad atomske bombe na Nagasaki. Obratio se na katoličku vjeru, proglašen je slugom Božjim te ga nazivaju "svetac Urakamija".
Takashi znači "plemenitost". Njegova majka imala je težak porod i bila je opasnost, da neće preživjeti porod ni ona ni njen sin Takashi, no to se ipak nije dogodilo. Njegova je obitelj bila visoko obrazovana. Preci s majčine strane bili su samuraji.
U travnju 1928. pridružio se medicinskom koledžu u Nagasakiju, gdje je bio član pjesničke grupe i sveučilišne košarkaške reprezentacije.
Godine 1930. majka mu je umrla od krvarenja u mozgu, što ga je navelo na razmišljanje o djelima filozofa i znanstvenika Blaisea Pascala. Počeo je čitati njegovo djelo "Misli", koje je utjecalo na njegovo kasnije obraćenje na kršćanstvo. Odrastao je u šintoističkoj religiji, kasnije je bio ateist dok se nije obratio na katoličku vjeru. Družio se s obitelji Moriyama, koja je sedam generacija bila na čelu skupine Kakure Kirishitana u Urakamiju (dio grada Nagasakija), koji su tajno prakticirali kršćanstvo kada je ono bilo zabranjeno u Japanu. Takashi je saznao da su gradnju obližnje katedrale financirali siromašni kršćanski farmeri i ribari.
Diplomirao je medicinu 1932. i trebao je održati govor na svečanosti. Međutim, pet dana prije toga se na oproštajnoj zabavi vratio kući potpuno natopljen vodom od kiše. Spavao je ne osušivši se i sljedećeg jutra ustanovio je da je dobio bolest desnog uha, zbog čega je bio djelomično gluh. Nije se mogao baviti medicinom i pristao se okrenuti radiološkim istraživanjima.
Na Badnjak 1932., Sadakichi Moriyama pozvao ga je na polnoćku. U katedrali, Takashi je bio impresioniran vjernicima u molitvi, njihovom pjevanju, njihovoj vjeri i propovijedi. Kasnije će reći: "Osjećao sam nekoga blizu sebe koga još nisam poznavao." Sljedeće noći Sadakichijevu kćer Midori pogodila je akutna upala crvuljka. Nagai je brzo postavio dijagnozu, nazvao kirurga u bolnici i odnio Midori u bolnicu na leđima kroz snijeg. Operacija je bila uspješna; Midori je preživjela.
U siječnju 1933. Takashi je započeo svoju vojnu službu. U Mandžuriji se brinuo za ranjenike i služio u sanitarnoj službi. Razočarao se u svoje sunarodnjake, kada je vidio njihovu brutalnost prema kineskom civilnom stanovništvu. Po povratku je nastavio čitati katolički katekizam, Bibliju i "Misli" Blaisea Pascala. Susreo se sa svećenikom Matsusaburom Moriyamom, čiji je otac bio deportiran zbog svoje vjere, zajedno s mnogim drugim kršćanskim seljanima u Urakamiju od strane Vlade od 1860.-ih do 1870.-ih. Na kraju je Nagaiev duhovni napredak doživio odlučujući zaokret kada je razmišljao o Pascalovim riječima: "Ima dovoljno svjetla za one koji samo žele vidjeti, i dovoljno tame za one koji imaju suprotnu dispoziciju."
Dana, 9. lipnja 1934. Nagai se krstio u katoličkoj vjeri. Odabrao je kršćansko ime Pavao i zaprosio Midori. Vjenčali su se u kolovozu i dobili četvero djece.
Takashi je primio sakrament potvrde u prosincu 1934. Midori je bila predsjednica udruge žena okruga Urakami. Takashi je postao član Društva svetog Vinka Paulskog (SSVDP), te posjećivao svoje pacijente i siromašne, kojima je donosio pomoć, utjehu i hranu. Od 1931. do 1936. znameniti poljski franjevac Maksimilijan Kolbe (kasnije svetac) živio je u predgrađu Nagasakija, gdje je osnovao samostan. Takashi ga je sreo nekoliko puta.
Dan nakon rođenja njegove prve kćeri Ikuko izbio je rat između Japana i Kine te je mobiliziran kao kirurg u službu 5. divizije. Pogodila ga je oštra zima u Kini, te nevolje civila i vojnika, Kineza i Japanaca. Dana, 4. veljače 1939. primio je vijest o smrti oca i kćeri Ikuko. U Kini je ostao do 1940. Po povratku je nastavio studij na koledžu i završio doktorat. U lipnju 1945. obolio je od leukemije, zbog izlaganja zračenju tijekom posla. Predviđali su, da će umrijeti za tri godine.
Dana, 9. kolovoza 1945., u 11:02 ujutro, druga atomska bomba pogodila je Nagasaki. U vrijeme napada, dr. Nagai radio je na odjelu radiologije bolnice u Nagasakiju. Zadobio je tešku ozljedu koja mu je prekinula desnu sljepoočnu arteriju, ali se pridružio ostatku preživjelog medicinskog osoblja u liječenju žrtava atomske bombe. Napisao je liječničko izvješće od 100 stranica o svojim zapažanjima s detaljima o "koncentričnim krugovima smrti" oko epicentra eksplozije.
Dana, 11. kolovoza pronašao je uništenu svoju kuću i mrtvu ženu. Mjesecima kasnije otkriveno je da je Nagai ozbiljno pogođen ranom na glavi. Bio je prikovan za krevet mjesec dana. Kada se oporavio napravio je drvenu kućicu na mjestu ruševina svoje kuće i nastavio živjeti s dvoje preživjele djece i punicom. U svojoj je skromnoj kolibi sagrađenoj usred ruševina neprestano duhovno snažio brojne ljude svjedočeći koliko ljubavi jedni drugima možemo pružiti i u trenutcima najvećih osobnih gubitaka, patnje i boli.
Napisao je knjigu "Zvona Nagasakija" na prvu godišnjicu pada atomske bombe. Knjiga je postala veliki hit i po njoj je snimljen vrlo uspješni istoimeni japanski film.
Godine 1948. platio je 50000 japanskih jena, da se posadi 1 000 trogodišnjih sadnica sakure (japanske trešnje) u okrugu Urakami u Nagasakiju, kako bi ovu devastiranu zemlju pretvorio u "Brdo cvijeća". Iako su neka zamijenjena, ta se stabla trešanja i dalje nazivaju "Nagai Senbonzakura" ("1000 stabala trešnje Nagaija"); njihovo cvijeće u proljeće ukrašava kuće Urakamija. Do 2010. godine broj ovih stabala trešanja smanjen je na samo oko 20 zbog starenja i drugih uzroka.
U listopadu 1948. posjetila ga je Helen Keller, poznata slijepa američka književnica i aktivistica. 1949. godine posjetili su ga japanski car Hirohito i australski kardinal Norman Gilroy, papin izaslanik.
Dana, 1. svibnja 1951. zatražio je da ga prevezu u sveučilišnu bolnicu u Nagasakiju kako bi studenti medicine mogli promatrati posljednje trenutke čovjeka koji se pripremao umrijeti od leukemije. Nakon dvije injekcije kardiotonika molio je: "Isuse, Marijo, Josipe, u vaše ruke, predajem svoju dušu". Zatim je uzeo križ iz ruke svog sina Makota, a nedugo nakon toga viknuo je "Molite se!" Umro je u 43. godini života. Sljedećeg dana tijelo mu je prema njegovoj oporuci podvrgnuto obdukciji u bolnici.
Njegovu je misu zadušnicu pred katedralom predslavio biskup Paul Aijirō Yamaguchi. Dana, 14. svibnja održana je službena ceremonija u spomen na Nagaija. Procjenjuje se da je bilo oko 20 000 ljudi. Grad Nagasaki počastio ga je minutom šutnje dok su zvonila zvona svih vjerskih objekata.
Njegova kuća postala je memorijalni muzej sljedeće godine. Godine 1991. ustanovljena je mirovna [nagrada] pod njegovim imenom. Osnovan je Međunarodni memorijalni medicinski centar Nagai Takashi u Sveučilišnoj bolnici Nagasaki 2003. godine.
Proglašen je slugom Božjim i vodi se proces njegove beatifikacije.